# 1973 w muzyce
Wydarzenia muzyczne w 1973 roku.

## Wydarzenia
- 14 stycznia – Phil Lesh basista Grateful Dead zostaje zatrzymany z powodu posiadania narkotyków w Kalifornii
- 30 stycznia – KISS daje pierwszy koncert w Coventary Club w Queens
- 13 lipca – Zostaje wydany dwunasty album Boba Dylana i pierwszy ze ścieżką muzyki filmowej Pat Garrett & Billy the Kid
- 13 lipca – Queen wydaje swój pierwszy studyjny album
- 13 września – Rozpoczyna się pierwsza trasa grupy Queen po Anglii (jako support zespołu Mott the Hoople), promująca ich pierwszy studyjny album. Pierwszy koncert wykonano w Londynie
- Listopad – Zostaje założony zespół AC/DC
- 31 grudnia – pierwszy koncert AC/DC zagrany w klubie Chequers w Sydney

## Urodzili się
- 4 stycznia
  - Bartłomiej Oleś, polski perkusista, kompozytor, producent muzyczny
  - Marcin Oleś, polski kontrabasista, jazzman i kompozytor
- 8 stycznia – Lutricia McNeal, amerykańska wokalistka pop i R&B
- 9 stycznia – Sean Paul, jamajski wokalista, gitarzysta i klawiszowiec; wykonawca muzyki dancehall
- 13 stycznia – Juan Diego Flórez, peruwiański śpiewak operowy (tenor)
- 24 stycznia – Vern Rumsey, amerykański basista rockowy i inżynier dźwięku (zm. 2020)
- 27 stycznia – Krzysztof Antkowiak, polski wokalista pop, także kompozytor i autor tekstów
- 1 lutego
  - Yuri Landman, holenderski kompozytor, muzyk, twórca instrumentów muzycznych
  - Nicoleta Matei, rumuńska piosenkarka
- 5 lutego – Trijntje Oosterhuis, holenderska piosenkarka
- 11 lutego
  - Varg Vikernes, norweski gitarzysta, wokalista i autor tekstów
  - Trevor Guthrie, kanadyjski piosenkarz
- 23 lutego – Iwona Hossa, polska śpiewaczka operowa (sopran), pedagog
- 25 lutego – Dariusz Mikulski, polski waltornista i pedagog
- 27 lutego – Peter André, brytyjsko-australijski piosenkarz, autor tekstów, biznesmen i prezenter telewizyjny
- 1 marca
  - Carlo Resoort, holenderski DJ i producent muzyczny, członek duetu 4 Strings
  - Ryan Peake, kanadyjski gitarzysta zespołu Nickelback
- 7 marca – Sébastien Izambard, francuski tenor, piosenkarz
- 8 marca – Dalibor Andonov, serbski raper (zm. 2019)
- 9 marca
  - AZ, właśc. Anthony Cruz, amerykański raper
  - Rona Hartner, rumuńska kompozytorka, tancerka i aktorka filmowa (zm. 2023)
- 10 marca – John LeCompt, amerykański gitarzysta
- 13 marca – David Draiman, amerykański wokalista zespołu Disturbed
- 16 marca – Radůza, właśc. Radka Urbanová, czeska piosenkarka, autorka tekstów, kompozytorka, akordeonistka i gitarzystka
- 23 marca – Stephon Harris, amerykański wibrafonista jazzowy
- 25 marca – Inga Habiba, polska wokalistka
- 28 marca – Matt Nathanson, amerykański piosenkarz i gitarzysta folkowy
- 3 kwietnia – DJ Sava, właśc. Constantin Sava, rumuński DJ i producent muzyczny
- 5 kwietnia – Pharrell Williams, amerykański producent muzyczny, wokalista i raper
- 8 kwietnia
  - Szymon Goldberg, polski wokalista rockowy, kompozytor, artysta plastyk
  - Mika Satō, japońska pianistka i pedagog
- 18 kwietnia – Maciej Werk, polski muzyk; lider, założyciel i wokalista zespołu Hedone, kompozytor, autor tekstów i producent muzyczny
- 20 kwietnia – Gabry Ponte, włoski DJ, producent muzyczny i prezenter radiowy
- 24 kwietnia – Brian Marshall, amerykański muzyk rockowy, basista
- 25 kwietnia – Nicholas Barker, brytyjski perkusista rockowy
- 27 kwietnia – Tatiana Stachak, polska gitarzystka, kompozytorka i pedagog
- 30 kwietnia – Akon, właśc. Aliaume Damala Badara Akon Thiam, amerykański piosenkarz
- 3 maja
  - Rea Garvey, irlandzko-niemiecki piosenkarz i autor tekstów
  - Brad Martin, amerykański piosenkarz country (zm. 2022)
- 5 maja – Katarzyna Trylnik, polska śpiewaczka operowa (sopran liryczny), solistka Teatru Wielkiego – Opery Narodowej
- 9 maja – Norbert Łaciński, polski dziennikarz, popularyzator muzyki (zm. 2016)
- 14 maja – Shanice, właśc. Shanice Lorraine Wilson, amerykańska piosenkarka R&B
- 20 maja – Elsa Lunghini, francuska piosenkarka i aktorka
- 22 maja
  - Magdalena Hudzieczek-Cieślar, polska śpiewaczka (sopran), dziennikarka i pedagog
  - Bartłomiej Kominek, polski pianista i pedagog
- 24 maja
  - Rusłana Łyżyczko, ukraińska piosenkarka
  - Jill Johnson, szwedzka piosenkarka country
- 26 maja – Magdalena Kožená, czeska śpiewaczka (mezzosopran)
- 1 czerwca – Jason Truby, amerykański gitarzysta i muzyk rockowy
- 3 czerwca – Tonmi Lillman, fiński muzyk rockowy, perkusista grupy Lordi (zm. 2012)
- 10 czerwca – Faith Evans, amerykańska wokalistka, autorka piosenek, aktorka
- 11 czerwca – Joy Denalane, niemiecka piosenkarka i autorka tekstów
- 13 czerwca – Kasia Kowalska, polska wokalistka, kompozytorka, autorka tekstów, producentka i aktorka
- 14 czerwca – Ceca Ražnatović, serbska piosenkarka pop i pop-folk
- 16 czerwca – Jaromir Trafankowski, polski śpiewak operowy (baryton)
- 19 czerwca – Nâdiya, właśc. Nadia Zighem, francuska piosenkarka
- 21 czerwca – Juliette Lewis, amerykańska aktorka i wokalistka rockowa
- 23 czerwca
  - Luciana Caporaso, brytyjska piosenkarka i autorka tekstów
  - Henning Kraggerud, norweski skrzypek i kompozytor
  - Marija Naumova, łotewska piosenkarka rosyjskiego pochodzenia, zwyciężczyni Konkursu Piosenki Eurowizji 2002
- 25 czerwca – Nuno Resende, portugalski piosenkarz i aktor musicalowy
- 28 czerwca – Ajrat Iszmuratow, rosyjski i kanadyjski kompozytor, dyrygent i klarnecista
- 5 lipca – Róisín Murphy, irlandzka piosenkarka, autorka tekstów i producentka muzyczna
- 10 lipca – Tomasz Fopke, polski kompozytor i literat, animator kultury kaszubskiej
- 11 lipca
  - Andrew Bird, amerykański muzyk folkowy; piosenkarz, kompozytor i autor tekstów
  - Peter „Peetah” Morgan, jamajski wokalista reggae, muzyk zespołu Morgan Heritage (zm. 2024)
- 20 lipca – Sławomir Kosiński, polski gitarzysta
- 22 lipca – Rufus Wainwright, amerykański piosenkarz pochodzenia kanadyjskiego
- 23 lipca – Montez Coleman, amerykański perkusista jazzowy (zm. 2022)
- 30 lipca – Shinji Orito, japoński kompozytor muzyki do gier
- 2 sierpnia – Phil Fuldner, niemiecki DJ i producent muzyczny
- 5 sierpnia – Piotr Selim, polski muzyk, pianista, wokalista i kompozytor
- 6 sierpnia – Donna Lewis, brytyjska piosenkarka
- 13 sierpnia – DJ Ross, właśc. Rossano Prini, włoski DJ i producent muzyczny
- 14 sierpnia – Małgorzata Kościelniak, polska dziennikarka radiowa i telewizyjna, wokalistka jazzowa oraz aktorka
- 15 sierpnia – Sami Wolking, fiński basista
- 19 sierpnia – Andrea Ferro, włoski wokalista, muzyk grupy Lacuna Coil
- 20 sierpnia – Paweł Klimczak, polski gitarzysta i kompozytor, grający m.in. w zespołach Armia, Lombard, 2Tm2,3
- 25 sierpnia – Hayko, właśc. Hajk Hako’bjan, ormiański piosenkarz, reprezentant Armenii w 52. Konkursie Piosenki Eurowizji (2007) (zm. 2021)
- 30 sierpnia – Abram Wilson, amerykański trębacz i kompozytor jazzowy (zm. 2012)
- 3 września – Jennifer Paige, amerykańska piosenkarka muzyki pop i twórczyni tekstów
- 6 września – Jurij Szatunow, rosyjski piosenkarz, wokalista zespołu Łaskowyj Maj (zm. 2022)
- 7 września – Cici Paramida, właśc. Hamidah Idham, indonezyjska piosenkarka dangdut
- 9 września
  - John Blackwell Jr., amerykański perkusista (zm. 2017)
  - Maria Peszek, polska aktorka i piosenkarka
- 11 września – In-Grid, właśc. Ingrid Alberini, włoska piosenkarka pop dance
- 12 września – Dorota Miśkiewicz, polska wokalistka jazzowa, skrzypaczka, kompozytorka i autorka tekstów
- 15 września – Indira Vladić-Mujkić, chorwacka piosenkarka
- 19 września – Jeremy Jordan, amerykański aktor, piosenkarz i kompozytor
- 23 września – Karramba, właśc. Marcin Kitliński , polski raper, autor tekstów, muzyk, kompozytor, multiinstrumentalista, a także producent muzyczny i inżynier dźwięku
- 26 września – Dr. Luke, właśc. Łukasz Gottwald, amerykański muzyk polskiego pochodzenia, autor tekstów i producent muzyczny
- 28 września – Tomasz Łosowski, polski perkusista, kompozytor, instrumentalista i muzyk sesyjny
- 2 października – Wierka Serdiuczka, ukraiński aktor komediowy, piosenkarz, satyryk, kompozytor, reżyser, scenarzysta, autor tekstów, aranżer, producent i prezenter telewizyjny
- 9 października
  - Fabio Lione, włoski wokalista metalowy
  - Trettmann, niemiecki piosenkarz
- 18 października – Adam Klocek, polski dyrygent, kompozytor i pedagog; wiolonczelista
- 21 października – Lera Auerbach, amerykańska kompozytorka i pianistka rosyjskiego pochodzenia, poetka i prozatorka
- 27 października – Grzegorz Wilk, polski piosenkarz, aktor, kompozytor, autor tekstów i prezenter telewizyjny
- 5 listopada – Michał Klauza, polski dyrygent
- 11 listopada – Şevval Sam, turecka aktorka i piosenkarka
- 12 listopada – Sebastian Kowol, polski gitarzysta, pedagog, kompozytor, aranżer
- 23 listopada – Sami Keinänen, fiński muzyk i basista
- 24 listopada – Azad, właśc. Azad Azadpour, niemiecki raper
- 27 listopada – Twista, właśc. Carl Terrell Mitchell, amerykański raper
- 30 listopada – John Moyer, amerykański basista metalowy
- 4 grudnia – Ferry Corsten, holenderski producent, DJ i remikser, jeden z pionierów trance’u
- 5 grudnia – Mikelangelo Loconte, włoski pieśniarz, autor tekstów piosenek, aktor, kompozytor, muzyk i kierownik artystyczny
- 7 grudnia – Damien Rice, irlandzki muzyk folk-rockowy, kompozytor
- 8 grudnia
  - Corey Taylor, amerykański muzyk, kompozytor, wokalista i producent muzyczny
  - Judith Pronk, holenderska wizażystka, piosenkarka i DJ-ka
- 12 grudnia
  - Paz Lenchantin, amerykańska basistka i multiinstrumentalistka pochodzenia argentyńskiego
  - Desy Ratnasari, indonezyjska aktorka i piosenkarka
- 14 grudnia – Waldemar Goszcz, polski aktor, piosenkarz i model (zm. 2003)
- 15 grudnia – Paweł Odorowicz, polski altowiolista, sideman, kompozytor, aranżer, producent muzyczny i reżyser nagrań
- 16 grudnia – Jason Molina, amerykański wokalista, gitarzysta, kompozytor i autor tekstów (zm. 2013)
- 17 grudnia – Eddie Fisher, amerykański muzyk, perkusista w zespole OneRepublic
- 21 grudnia – Karmen Stavec, słoweńska piosenkarka
- 22 grudnia – Katarzyna Duda, polska skrzypaczka
- 29 grudnia – Pimp C, właśc. Chad Butler, amerykański raper (zm. 2007)

## Zmarli
- 23 stycznia – Kid Ory, amerykański muzyk jazzowy, puzonista (ur. 1886)
- 19 lutego – József Szigeti, amerykański skrzypek pochodzenia węgierskiego (ur. 1892)
- 5 marca – Paweł Klecki, polsko-szwajcarski dyrygent i kompozytor żydowskiego pochodzenia (ur. 1900)
- 21 marca – Antoni Szałowski, polski kompozytor muzyki poważnej (ur. 1907)
- 26 marca – Noël Coward, angielski dramaturg, kompozytor, reżyser, aktor i piosenkarz (ur. 1899)
- 31 marca – Kurt Thomas, niemiecki kompozytor, dyrygent i pedagog (ur. 1904)
- 7 kwietnia – Czesław Aniołkiewicz, polski pedagog, pianista i kompozytor (ur. 1905)
- 16 kwietnia – István Kertész, niemiecki dyrygent pochodzenia węgierskiego (ur. 1929)
- 18 kwietnia – Willie „The Lion” Smith, amerykański pianista i kompozytor jazzowy (ur. 1893)
- 20 kwietnia – Zygmunt Karasiński, polski skrzypek, pianista, kompozytor, dyrygent, saksofonista, autor tekstów piosenek (ur. 1898)
- 15 maja – Sylwin Strakacz, polski dziennikarz, kompozytor, sekretarz Ignacego Paderewskiego, dyplomata, urzędnik konsularny (ur. 1892)
- 21 maja – Vaughn Monroe, amerykański piosenkarz, trębacz, lider zespołu (ur. 1911)
- 27 maja – Maria Krzywiec, polska aktorka teatralna i śpiewaczka operowa (sopran), pedagog muzyczny (ur. 1897)
- 28 maja – Hans Schmidt-Isserstedt, niemiecki dyrygent (ur. 1900)
- 31 maja – Mieczysław Kosz, polski pianista i kompozytor jazzowy (ur. 1944)
- 24 czerwca – Stefan Sobierajski, polski działacz muzyczny, pedagog, folklorysta (ur. 1896)
- 3 lipca – Karel Ančerl, czeski dyrygent (ur. 1908)
- 6 lipca – Otto Klemperer, niemiecki dyrygent (ur. 1885)
- 2 sierpnia – Rosetta Pampanini, włoska śpiewaczka operowa (sopran) (ur. 1896)
- 6 sierpnia – Memphis Minnie, amerykańska gitarzystka[1] i wokalistka bluesowa, autorka tekstów piosenek (ur. 1897)
- 14 sierpnia – Fred Sym, polsko-austriacki muzyk, kompozytor muzyki poważnej i aktor (ur. 1894)
- 25 sierpnia
  - Bronisław Filipczak, polski notariusz, muzyk, kompozytor, działacz kultury (ur. 1877)
  - Bronisław Zieliński, polski muzyk, nauczyciel, działacz, dyrygent (ur. 1893)
- 26 sierpnia – Anna Maria Klechniowska, polska kompozytorka, pianistka i pedagog (ur. 1888)
- 19 września – Mary Wigman, niemiecka tancerka, choreografka, pedagog tańca (ur. 1886)
- 20 września
  - Jim Croce, amerykański piosenkarz i kompozytor (ur. 1943)
  - Ben Webster, amerykański saksofonista jazzowy (ur. 1909)
- 9 października
  - Jiří Štaidl, czeski autor tekstów piosenek i producent muzyczny (ur. 1943)
  - Rosetta Tharpe, amerykańska wokalistka gospel (ur. 1915)
- 16 października – Gene Krupa, amerykański perkusista i kompozytor jazzowy (ur. 1909)
- 22 października – Pau Casals, hiszpański wiolonczelista i dyrygent (ur. 1876)
- 13 listopada – Bruno Maderna, włosko-niemiecki dyrygent i kompozytor (ur. 1920)
- 18 listopada – Alois Hába, czeski kompozytor (ur. 1893)
- 23 listopada – Jennie Tourel, amerykańska śpiewaczka operowa pochodzenia rosyjskiego (mezzosopran) (ur. 1900)
- 17 grudnia – Patrick Hadley, angielski kompozytor, dyrygent i pedagog (ur. 1899)
- 20 grudnia – Bobby Darin, amerykański piosenkarz i kompozytor popowy pochodzenia włoskiego (ur. 1936)
- 23 grudnia – Aleksander Karczyński, polski organista, dyrygent i kompozytor (ur. 1882)
- 30 grudnia – Henri Büsser, francuski kompozytor i dyrygent (ur. 1872)

## Albumy

### polskie
- Carry On! – Jazz Carriers
- Niemen – Czesław Niemen
- Ode to Venus – Czesław Niemen
- Russische Lieder – Czesław Niemen
- Podróż na Południe – Karolak, Urbaniak, Bartkowski
- Nurt – Nurt
- Kiedy znów zakwitną białe bzy – Jerzy Połomski
- To pejzaż mojej ziemi – różni wykonawcy
- Wszystkim zakochanym – Skaldowie
- Krywań, Krywań – Skaldowie
- Szukam przyjaciela – Stan Borys
- Purple Sun – Tomasz Stańko Quintet
- Koty za płoty – Tropicale Thaitii Granda Banda

### zagraniczne
- Soundtrack Recordings from the Film Jimi Hendrix – Jimi Hendrix
- Ring Ring – ABBA
- Sabbath Bloody Sabbath – Black Sabbath
- Never Turn Your Back on a Friend – Budgie
- Miles Davis in Concert: Live at Philharmonic Hall – Miles Davis
- Who Do We Think We Are – Deep Purple
- Pat Garrett & Billy the Kid – Bob Dylan
- Electric Light Orchestra II – Electric Light Orchestra
- On the Third Day – Electric Light Orchestra
- Brain Salad Surgery – Emerson, Lake and Palmer
- Mystery to Me – Fleetwood Mac
- Penguin – Fleetwood Mac
- Selling England by the Pound – Genesis
- Leg End – Henry Cow
- Conference of the Birds – Dave Holland
- Head Hunters – Herbie Hancock
- Music & Me – Michael Jackson
- Greetings from Asbury Park, N.J. – Bruce Springsteen
- Goodbye Yellow Brick Road – Elton John
- Larks’ Tongues in Aspic – King Crimson
- Houses of the Holy – Led Zeppelin
- Mind Games – John Lennon
- Burnin’ – Bob Marley & The Wailers
- Tubular Bells – Mike Oldfield
- The Dark Side of the Moon – Pink Floyd
- The Wild, the Innocent & the E Street Shuffle – Bruce Springsteen
- Band on the Run – Paul McCartney & Wings
- Queen – Queen
- Goats Head Soup – The Rolling Stones
- For Your Pleasure – Roxy Music
- Stranded – Roxy Music
- The Six Wives of Henry VIII – Rick Wakeman
- Quadrophenia – The Who
- Wishbone Four – Wishbone Ash
- Tales from Topographic Oceans – Yes
- Yessongs – Yes
- Sittin’ on Top of the World – Dean Martin
- You’re the Best Thing That Ever Happened to Me – Dean Martin
- And I Love You So – Perry Como

## Muzyka poważna
- 4. Międzynarodowy Konkurs Pianistyczny im. Van Cliburna
- Powstaje Fanfare Lukasa Fossa
- Powstaje String Quartet No. 2 „Divertissement pour Mica” Lukasa Fossa
- Powstaje Lamdeni – Teach Me Lukasa Fossa

## Nagrody
- Konkurs Piosenki Eurowizji 1973
  - „Tu te reconnaîtras”, Anne-Marie David